# Fernando Martín Peña
Fernando Martín Peña (Buenos Aires, 12 de noviembre de 1968) es un crítico, docente, investigador, coleccionista, divulgador de cine y presentador de televisión argentino.

## Biografía
En la década del setenta su padre trabajaba en una agencia de publicidad y le llevaba copias de propagandas en 16 mm, y cuando tenía 8 años le regalaron un proyector de Súper 8. Así comenzó su amor por el cine y las películas.
En 1991 egresó del Centro Experimental de Realización Cinematográfica (Cerc, hoy llamado Escuela Nacional de Experimentación y Realización Cinematográfica, Enerc) en la orientación Crítica e Investigación. En 1993 fundó la revista de cine Film, que codirigió junto a Paula Félix Didier, Sergio Wolf y Aldo Paparella hasta 1998. En 1994 creó junto a Octavio Fabiano la Filmoteca Buenos Aires, entidad privada dedicada a la preservación y difusión del cine, a la que poco después se les sumó el coleccionista Fabio Manes. Además, Peña fue amigo del crítico uruguayo Homero Alsina Thevenet -de quien heredó su biblioteca-, del cineclubista Salvador Sammaritano y del investigador Jorge Miguel Couselo. Considera a los tres como sus maestros.
Fue productor de tres ciclos televisivos, entre ellos Caloi en su tinta, conducido por Caloi, y uno de los fundadores de la Asociación de Apoyo al Patrimonio Audiovisual (Aprocinain), que rescató cerca de 300 películas argentinas que corrían riesgo de perderse. Fue uno de los impulsores de la reglamentación de la Ley 25.119, sancionada en 1999, que creó la cinemateca nacional.
Desde 2002 Peña es el responsable del área de cine del Museo de Arte Latinoamericano de Buenos Aires (Malba). Entre noviembre de 2004 y diciembre de 2007 fue director del Buenos Aires Festival Internacional de Cine Independiente (Bafici). También fue director artístico del Festival Internacional de Cine de Mar del Plata en 2008, 2014 y 2015.
Como investigador, Peña recuperó varias películas que se consideraban perdidas o incompletas. En 1997 armó una copia de Los traidores (1973), de Raymundo Gleyzer, a partir de fragmentos enterrados en distintas casas. En 2008 halló en el Museo del Cine Pablo Ducrós Hicken una copia en formato de 16 mm de la película Metrópolis, que si bien no presentaba el metraje completo sí incluía la mayor parte de él, lo que supuso la incorporación de 26 minutos prácticamente inéditos desde su estreno, en 1927. En 2009 encontró en el Museo del Fin del Mundo, en Ushuaia, varios cortos breves del caricaturista Quirino Cristiani, cuya obra se consideraba totalmente perdida. En 2013 descubrió una versión del corto El herrero, de Buster Keaton, con escenas que no aparecen en la versión original de 1922. También recuperó y preservó una versión completa de la realización colectiva Argentina, mayo de 1969: el camino de la liberación. Y en 2013 halló una copia de mayor duración de Los inundados (1962), de Fernando Birri.
Desde diciembre de 2006 conduce el ciclo de cine Filmoteca, temas de cine en la medianoche de la TV Pública de Argentina, en el que entre 2007 y 2013 estuvo acompañado por Fabio Manes, quien falleció en el 2014. Desde 2015 se sumó como invitado en varias oportunidades el crítico Roger Koza, quien a partir del 2016 es coconductor del programa junto a Peña. El programa se mantuvo en el aire hasta fines de 2023.
A lo largo de los años ha programado diversos ciclos de cine en lugares como el Cine Maxi, Atlas Recoleta, Sindicato de Operadores Cinematográficos, Zelaya o el Centro Cultural Kirchner. Peña también programaba el ciclo gratuito de cine Filmoteca En Vivo, en la sala de la Enerc -institución donde fue docente por más de 20 años-, y creó el festival alternativo Bazofi. En ambos las películas se proyectaban exclusivamente en soporte fílmico.
Desde 2019 programa el ciclo Peña Sin Cadenas en la sala Hasta Trilce.
Publicó varios libros, entre los que se encuentran Gag: la comedia en el cine (1895-1930) (Biblos, 1991), Generaciones 60/90 (Malba, 2003), Cien años de cine argentino (Biblos, 2012), Cine maldito (La Tercera Ediciones, 2021), Diario de la Filmoteca (Blatt & Ríos, 2023) y Cine argentino. Hechos, gente, películas. 1896-1958 y 1959-2024 (Luz Fernández Ediciones, 2024).
En 2023 se estrenó La vida a oscuras, un largometraje documental de Enrique Bellande que retrata diferentes aspectos del trabajo de Peña. La película se estrenó en el Buenos Aires Festival Internacional de Cine Independiente 2003.

## Libros publicados
- Gag: la comedia en el cine (1895-1930) (Biblos, 1991)
- Leopoldo Torre Nilsson (Centro Editor de América Latina, 1993)
- René Mugica (Centro Editor de América Latina, 1993)
- El cine quema: Raymundo Gleyzer (ediciones De la Flor, 2000). En colaboración con Carlos Vallina.
- Cine de Súper Acción (editorial Norma, 2001). En colaboración con Diego Curubeto.
- Generaciones 60/90 (Malba, 2003). Editor.
- El cine quema: Jorge Cedrón (Altamira - Bafici, 2003)
- Metrópolis (Fan ediciones, 2011)
- Cien años de cine argentino (Biblos, 2012)
- El cine es automóvil y poema  (Eudeba, 2013). En colaboración con Máximo Eseverri.
- Cine maldito (La Tercera Editora, 2021)
- Diario de la Filmoteca (Blatt & Ríos, 2023)

## Filmografía

### Dirección y guion
- Cómo se hizo La Hora de los Hornos (2007)
- Cómo se hizo El exilio de Gardel (2010)

### Intérprete
- Peaje (Argentina, 2000/2010), de Roly Rauwolf, con Raúl Perrone y Fernando Martín Peña
- Metrópolis refundada (2010)
- Un importante preestreno (2015)
- Buscando a Tabernero (2020)
- La vida a oscuras (2023)
- George Pal: Un marciano de Hollywood en Argentina (2023)